# Rouécourt
Rouécourt település Franciaországban, Haute-Marne megyében. Lakosainak száma 49 fő (2022. január 1.). Rouécourt Cerisières, Gudmont-Villiers és Leschères-sur-le-Blaiseron községekkel határos.

## Népesség
A település népessége az elmúlt években az alábbi módon változott:
| Lakosok száma | 77   | 68   | 56   | 55   | 52   | 48   | 47   | 49   | 50   | 49   |
|               | 1968 | 1982 | 1990 | 2006 | 2013 | 2015 | 2017 | 2019 | 2020 | 2022 |